# 劳伦斯·巴科
劳伦斯·巴科（英語：Lawrence "Larry" Seldon Bacow，1951年8月24日—）是美国律师、经济学家、作家和大学管理者。
巴科的父亲是反猶騷亂的难民，母亲是波兰奥斯威辛集中营的幸存者。巴科年輕時在麻省理工学院读书，并在哈佛大学获得3个学位。巴科畢業後在麻省理工学院执教24年，担任过校监和学术委员会主席。後于2001年9月至2011年7月在塔夫茨大學擔任校長。2018年7月1日，巴科擔任第29任哈佛大學校長。
2020年3月24日，巴科和妻子阿黛尔的2019新型冠狀病毒检测结果呈阳性。他在4月向校园记者表示自己已经康复。